# Rho Tauri
Rho Tauri (ρ Tau / 86 Tauri) es una estrella en la constelación de Tauro miembro del cúmulo de las Híades.
De magnitud aparente +4,66, se encuentra a 158 años luz de distancia del sistema solar.

## Características
Rho Tauri es una estrella blanca de la secuencia principal de tipo espectral A8V.
Tiene una temperatura efectiva de 7640 ± 125 K y una luminosidad 29 veces superior a la luminosidad solar.
Gira sobre sí misma con una velocidad de rotación igual o mayor de 144 km/s y tiene una masa 2,10 veces mayor que la del Sol.
En su núcleo fusiona hidrógeno en helio, habiendo recorrido el 87% de su trayecto como estrella de la secuencia principal.
Por otra parte, Rho Tauri es una binaria espectroscópica con un período de 488,5 días.
La órbita es poco excéntrica (e = 0,09).
Rho Tauri posee una metalicidad superior a la solar en un 31% ([Fe/H] = +0,12), en línea con el contenido metálico medio de las Híades.
Elementos como níquel, sodio e itrio son significativamente más abundantes en Rho Tauri que en el Sol. Este último elemento es casi cuatro veces más abundante ([Y/Fe] = +0,57), lo que también concuerda con el elevado nivel de este metal observado en los miembros de las Híades.

## Variabilidad
Rho Tauri es una variable Delta Scuti cuyo brillo varía 0,01 magnitudes en un período de 0,0670 días.
Las variables Delta Scuti, ocasionalmente llamadas cefeidas enanas, experimentan variaciones en su luminosidad causadas por pulsaciones radiales y no-radiales de su superficie.
Caph (β Cassiopeiae), ρ Puppis, θ2 Tauri e υ Ursae Majoris son las más brillantes dentro de este grupo.